# Zaglyptogastra lupus
Zaglyptogastra lupus är en stekelart som först beskrevs av Szepligeti 1915.  Zaglyptogastra lupus ingår i släktet Zaglyptogastra och familjen bracksteklar. Inga underarter finns listade i Catalogue of Life.